# (59) Elpis
(59) Elpis – planetoida z grupy pasa głównego planetoid okrążająca Słońce w ciągu 4 lat i 172 dni w średniej odległości 2,71 j.a. Została odkryta 12 września 1860 roku w Paryżu przez Jeana Chacornaca. Nazwa planetoidy pochodzi od Elpis, greckiej personifikacji nadziei.